# Épisodes de Believe
Cet article présente le guide des épisodes de la série télévisée américaine Believe.

## Généralités
- Le 10 mai 2013, la série a été officiellement commandée par le réseau NBC[1]
- Au Canada, la saison est diffusée en simultané sur le réseau CTV[2].
- Au Québec, la série a été diffusée du 27 janvier 2015 au 21 avril 2015 sur Ztélé.
- En Belgique, elle est diffusée depuis le 9 avril 2015 sur La Une.
- En France, la série est diffusée depuis le 7 mars 2017 sur TF1[3].
- Le 9 mai 2014, la chaîne NBC a annulé la série après seulement une saison.

## Distribution

### Acteurs principaux
- Johnny Sequoyah : Bo Adams
- Jake McLaughlin : William Tate
- Delroy Lindo : Milton Winter
- Kyle MacLachlan : Roman Skouras
- Jamie Chung : Channing
- Trieste Kelly Dunn : Agent Elizabeth Ferrell

### Acteurs récurrents et invités
- Arian Moayed : Corey
- Kerry Condon : Zoe Boyle
- Tracy Howe : Sparks
- Katie McClellan : Leeds
- Juri Henley-Cohn : Hayden
- Matthew Rauch : Agent Martin
- Rob Morgan : Joshua
- Mia Vallet : Dani
- Sienna Guillory : Moore (pilote)
- Nick E. Tarabay : Zepeda
- Marianne Jean-Baptiste : CIA Deputy Director Brandice Comstock

## Épisodes

### Épisode 1:Le Don
- États-Unis /  Canada : 10 mars 2014 sur NBC[4] / CTV
- Québec : 27 janvier 2015 sur Ztélé[5]
- Belgique : 9 avril 2015 sur La Une[6]
- France : 7 mars 2017 sur TF1[3]

- États-Unis : 10,56 millions de téléspectateurs[7] (première diffusion)
- Canada : 1,597 million de téléspectateurs[8],[9] (première diffusion + différé 7 jours)
- France : 1,22 million de téléspectateurs[10] (TF1)

### Épisode 2:Dame fortune
- États-Unis /  Canada : 16 mars 2014 sur NBC / CTV
- Québec : 3 février 2015 sur Ztélé
- Belgique : 9 avril 2015 sur La Une
- France : 8 mars 2017 sur TF1

- États-Unis : 6,57 millions de téléspectateurs[11] (première diffusion)
- Canada : 1,597 million de téléspectateurs[8]
- France : 728 000 téléspectateurs[10] (TF1)

- Erik LaRay Harvey (VF : Namakan Koné)

### Épisode 3:Au commencement
- États-Unis /  Canada : 23 mars 2014 sur NBC / CTV
- Québec : 10 février 2015 sur Ztélé
- Belgique : 16 avril 2015 sur La Une
- France : 8 mars 2017 sur TF1

- États-Unis : 5,13 millions de téléspectateurs[12] (première diffusion)
- Canada : 1,47 million de téléspectateurs[13] (première diffusion + différé 7 jours)
- France : 511 000 téléspectateurs[10] (TF1)

### Épisode 4:Un amour aveuglé
- États-Unis : 30 mars 2014 sur NBC
- Canada : 6 avril 2014 sur CTV
- Québec : 17 février 2015 sur Ztélé
- Belgique : 16 avril 2015 sur La Une
- France : 8 mars 2017 sur TF1

- États-Unis : 4,89 millions de téléspectateurs[14] (première diffusion)
- Canada : 812 000 téléspectateurs[15]
- France : 365 000 téléspectateurs[10] (TF1)

### Épisode 5:Le Prix de la vérité
- États-Unis /  Canada : 6 avril 2014 sur NBC / CTV
- Québec : 24 février 2015 sur Ztélé
- Belgique : 23 avril 2015 sur La Une
- France : 14 mars 2017 sur TF1

- États-Unis : 4,25 millions de téléspectateurs[16] (première diffusion)
- Canada : 1,2 million de téléspectateurs[17](première diffusion + différé 7 jours)

### Épisode 6:Comme des frères
- États-Unis /  Canada : 13 avril 2014 sur NBC / CTV
- Québec : 3 mars 2015 sur Ztélé
- Belgique : 23 avril 2015 sur La Une
- France : 15 mars 2017 sur TF1

- États-Unis : 4,34 millions de téléspectateurs[18] (première diffusion)
- Canada : 1,238 million de téléspectateurs[19] (première diffusion + différé 7 jours)

### Épisode 7:Phase critique
- États-Unis /  Canada : 20 avril 2014 sur NBC / CTV
- Québec : 10 mars 2015 sur Ztélé
- Belgique : 30 avril 2015 sur La Une
- France : 15 mars 2017 sur TF1

- États-Unis : 4,54 millions de téléspectateurs[20] (première diffusion)
- Canada : 1,205 million de téléspectateurs[21] (première diffusion + différé 7 jours)

### Épisode 8:Chasser le naturel...
- États-Unis /  Canada : 27 avril 2014 sur NBC / CTV
- Québec : 17 mars 2015 sur Ztélé
- Belgique : 30 avril 2015 sur La Une
- France : 15 mars 2017 sur TF1

- États-Unis : 4,51 millions de téléspectateurs[22] (première diffusion)
- Canada : 1,308 million de téléspectateurs[23] (première diffusion + différé 7 jours)

### Épisode 9:Nouvelle Partition
- États-Unis /  Canada : 4 mai 2014 sur NBC / CTV
- Québec : 24 mars 2015 sur Ztélé
- Belgique : 7 mai 2015 sur La Une
- France : 22 mars 2017 sur TF1

- États-Unis : 4,33 millions de téléspectateurs[24] (première diffusion)
- Canada : 1,155 million de téléspectateurs[25] (première diffusion + différé 7 jours)

### Épisode 10:Instinct de protection
- États-Unis /  Canada : 25 mai 2014 sur NBC / CTV
- Québec : 31 mars 2015 sur Ztélé
- Belgique : 7 mai 2015 sur La Une
- France : 22 mars 2017 sur TF1

- États-Unis : 2,92 millions de téléspectateurs[26] (première diffusion)
- Canada : 915 000 téléspectateurs[27]

### Épisode 11:Le Face à face
- États-Unis /  Canada : 1er juin 2014 sur NBC / CTV
- Québec : 7 avril 2015 sur Ztélé
- Belgique : 14 mai 2015 sur La Une
- France : 22 mars 2017 sur TF1

- États-Unis : 4,31 millions de téléspectateurs [28] (première diffusion)
- Canada : 1,125 million de téléspectateurs[29] (première diffusion + différé 7 jours)

### Épisode 12:Seconde chance
- États-Unis /  Canada : 15 juin 2014 sur NBC[30] / CTV
- Québec : 14 avril 2015 sur Ztélé
- Belgique : 28 mai 2015 sur La Une
- France : 22 mars 2017 sur TF1

- États-Unis : 3,2 millions de téléspectateurs[31] (première diffusion)
- Canada : 814 000 téléspectateurs[32] (première diffusion + différé 7 jours)

### Épisode 13:Perception
- États-Unis /  Canada : inédit sur NBC / CTV
- Nouvelle-Zélande : 24 juin 2014 (sur internet)
- Québec : 21 avril 2015 sur Ztélé
- Belgique : 4 juin 2015 sur La Une
- France : 15 mars 2017 sur TF1

## Audiences aux États-Unis
| N° d'épisode | Titre original  | Titre français         | Chaîne | Date de diffusion originale | Audience (en millions de téléspectateurs) | Pdm sur les 18-49 ans |
| ------------ | --------------- | ---------------------- | ------ | --------------------------- | ----------------------------------------- | --------------------- |
| 1            | Pilot           | Le don                 | NBC    | 10 mars 2014                | 10.56                                     | 2.7                   |
| 2            | Beginner's Luck | Dame fortune           | NBC    | 16 mars 2014                | 6.57                                      | 1.5                   |
| 3            | Origin          | Au commencement        | NBC    | 23 mars 2014                | 5.13                                      | 1.2                   |
| 4            | Defection       | Un amour aveuglé       | NBC    | 30 mars 2014                | 4.89                                      | 1.1                   |
| 5            | White Noise     | Le prix de la vérité   | NBC    | 6 avril 2014                | 4.25                                      | 1.0                   |
| 6            | Sinking         | Comme des frères       | NBC    | 13 avril 2014               | 4.34                                      | 1.0                   |
| 7            | Bang and Blame  | Phase critique         | NBC    | 20 avril 2014               | 4.54                                      | 1.1                   |
| 8            | Together        | Chasser le naturel...  | NBC    | 27 avril 2014               | 4.51                                      | 1.0                   |
| 9            | Prodigy         | Nouvelle partition     | NBC    | 4 mai 2014                  | 4.33                                      | 1.0                   |
| 10           | Collapse        | Instinct de protection | NBC    | 25 mai 2014                 | 2.92                                      | 0.7                   |
| 11           | Revelation      | Le face à face         | NBC    | 1er juin 2014               | 4.31                                      | 0.9                   |
| 12           | Second Chance   | Seconde chance         | NBC    | 15 juin 2014                | 3.20                                      | 0.7                   |